# PVK Jadran
PVK Jadran é um clube de polo aquático da cidade de Herceg Novi, Montenegro.

## História
O clube foi fundado em 1926. 

## Títulos
- Liga Montenegrina de Polo aquático
  - 2009, 2010, 2012, 2014 e 2015